# Eurytetranychus recki
Eurytetranychus recki är en spindeldjursart som beskrevs av Bagdasarian 1948. Eurytetranychus recki ingår i släktet Eurytetranychus och familjen Tetranychidae. Inga underarter finns listade i Catalogue of Life.